# Léon Dehon
Léon-Gustave Dehon, religiosamente Jean du Cœur de Jésus (La Capelle, 14 de março de 1843 – Bruxelas, 12 de agosto de 1925) foi um sacerdote católico francês, fundador da Congregação dos Sacerdotes do Sagrado Coração de Jesus (SCJ), também conhecida como Congregação dos Padres Dehonianos.
Dehon contribuiu, com seus escritos, para o aumento da devoção ao Sagrado Coração. Tem ainda estudos sobre questões sociais dentro da Igreja Católica: organizou obras sociais em Saint Quentin e fundou a Congregação dos Padres do Sagrado Coração (SCJ) de Saint-Quentin, dentro do espírito evangélico e do amor de reparação herdado de Santa Margarida Maria de Alacoque. A Congregação rapidamente se espalhou pela Europa e por missões em muitos países.
Segundo o jornal Le Figaro de 1 de dezembro de 2008, o Papa Bento XVI decidiu suspender o processo de beatificação do Padre Léon Dehon porque algumas de suas frases tinham teor antissemita, como era comum em sua época e isso feriu a sensibilidade dos judeus e da Igreja na França, que se opuseram fortemente à sua beatificação. Em 2013 o Papa Francisco retomou a questão e por meio de sua Secretaria de Estado informou aos dehonianos que a questão ainda não se encontra totalmente esclarecida. Portanto, a beatificação continua suspensa sem prazo.

## Obras

### Obras sociais
Lista incompleta
- Manual Social Cristão (1894)
- A usura no nosso tempo (1895)
- Orientações Pontifícias (1897)
- Nossos Congressos Sociais (1897)
- Catecismo social (1898)
- Riqueza, bem-estar e pobreza (1899)
- O plano da maçonaria, ou a chave da História nos últimos quarenta anos (1908)
- A renovação social cristã (conferências em Roma, 1900)
- A educação e o ensinamento segundo um ideal cristão

### Obras sobre o Sagrado Coração de Jesus
- Exercícios espirituais com o Coração de Jesus (1896)
- Vida de amor pelo Coração de Jesus (1901)
- Mês do Coração de Jesus (1903)
- Coroas de amor ao Coração de Jesus (1905)
- O Coração Sacerdotal de Jesus (1907)
- Amor e reparação ao Coração de Jesus (1908)
- O ano com o Coração de Jesus (1909)
- Estudos sobre Coração de Jesus (1922)

### Obras espirituais
- Mês de Maria (1900)
- A vida interior: princípios e práticas (1919)
- A vida interior facilitada por exercícios espirituais (1919)
- Um sacerdote do Sagrado Coração: padre Rasset

### Relatos de viagens
- Sicília, Calábria e África do Norte
- Além dos Pirenéus
- Mil léguas pela América do Sul

### Diários
- Notas sobre a história da minha vida
- Notas quotidianas
- Diário do Concilio Vaticano[4]